# Барвінківська центральна районна бібліотека
 Барвінківська Центральна районна бібліотека — це головна бібліотека Барвінківського району, є методично-інформаційним центром для центральної дитячої бібліотеки та 21 сільської бібліотеки - філії , які входять до складу комунального закладу «Барвінківська централізована бібліотечна система» .

## Історія
1899 році була створена народна читальня. Протягом 1905-1906 років. в селище Барвінкове Ізюмського повіту була заснована народна бібліотека з фондом 695 книг з них 55 примірників були закуплені на гроші від любительских театральних вистав. В 1907 року бібліотека нараховувала 200 читачів.
В 20-х роках 20 століття існувала примітивна бібліотека, в стару хату зносили прочитані книги.
У 1932 році в 3-х кімнатах волосного будинку відкрита бібліотека.  В 1943 році після звільнення міста бібліотеку почали відбудовувати.
У 1977 році була заснована Централізована бібліотечна система.
1979 році Централізація бібліотечної системи принесла кардинальні зміни в бібліотечне обслуговування, відкрилося багато нових відділів : методичний, бібліографічний, читальний зал, юнацький відділ, відділ зберігання єдиного книжкового фонду, відділ комплектування і обробки літератури.
У 1993 році відбулася реконструкція бібліотеки: книжкові фонди читального залу та відділу зберігання об'єднали .
У 2001 році передане фінансування бібліотек - філій місцевим радам, в зв'язку з  частковою децентралізацією..

## Сьогодення
В 2011 році Барвінківська ЦБС перемогла в конкурсі "Організація нових бібліотечних послуг з використанням доступу до Інтернету" проекту "Бібліоміст".	
2016 році Центральна районна бібліотека стала переможцем програми Європейського Союзу «Еразмус+ (Жан Моне)» та розпочала реалізацію проекту «Все про Європу: читай, слухай, дізнавайся в пунктах європейської інформації в бібліотеках» .
Бібліотека співпрацює з установами та організаціями, зацікавленими у спільній професійній, культурній та інтелектуальній діяльності, з правоохоронними органами, Барвінківським місцевим центром з надання безоплатної первинної правової допомоги ,  Барвінківським краєзнавчим музеєм, Районним Будинком культури, відділом у справах сім’ї та спорту, соціальними службами, відділом освіти, загальноосвітніми школами , аграрним ліцеєм, клубом «Надвечір’я», «Золота пора» , первинною ветеранською організацією.. Робота бібліотеки постійно висвітлюється на сторінках сайту Барвінківської районної державної адміністрації Харківської області .
Постійно бере участь у підготовці заходів до святкування Дня міста, села; Дня Європи ; Всеукраїнському конкурсі «Найкращий читач року» . Бібліотеки району широко залучають обдарованих дітей до участі у обласних та районних конкурсах , проводить екскурсії . 
Методичну допомогу надає Харківська обласна універсальна наукова бібліотека (ХОУНБ).

## Структура бібліотеки
До структури барвінківської ЦБС входять:
- Архангелівська сільська бібліотека-філія Барвінківської ЦБС
- Африканівська сільська бібліотека-філія Барвінківської ЦБС
- Богодарівська сільська бібліотека-філія Барвінківської ЦБС
- Василівська сільська бібліотека-філія Барвінківської ЦБС
- Великокомишуваська сільська бібліотека-філія Барвінківської ЦБС
- Гаврилівська сільська бібліотека-філія Барвінківської ЦБС
- Григорівська сільська бібліотека-філія Барвінківської ЦБС
- Грушуваська сільська бібліотека-філія Барвінківської ЦБС
- Дмитрівська сільська бібліотека-філія Барвінківської ЦБС
- Друга Іванівська сільська бібліотека-філія Барвінківської ЦБС
- Іванівська Перша сільська бібліотека-філія Барвінківської ЦБС
- Іллічівська сільська бібліотека-філія Барвінківської ЦБС
- Котовська сільська бібліотека-філія Барвінківської ЦБС
- Малинівська сільська бібліотека-філія Барвінківської ЦБС
- Мечебилівська сільська бібліотека-філія Барвінківської ЦБС
- Нікопольська сільська бібліотека-філія[15] Барвінківської ЦБС
- Новомиколаївська сільська бібліотека-філія Барвінківської ЦБС
- Погонівська сільська бібліотека-філія Барвінківської ЦБС
- Подолівська сільська бібліотека-філія Барвінківської ЦБС
- Пригожівська сільська бібліотека-філія Барвінківської ЦБС
- Центральна районна бібліотека Барвінківської ЦБС
- Центральна дитяча бібліотека Барвінківської ЦБС
- Червоно-Полянська сільська бібліотека-філія Барвінківської ЦБС [16]